# 日本ガスライン
日本ガスライン株式会社（にっぽんガスライン）は、愛媛県松山市三番町に本社を置く海運会社。

## 概要
波止浜造船常務を勤めた石崎重久が当時の岩谷直治岩谷産業会長からLPG海上輸送の将来性を聞き、会社を設立。日本唯一のLPG専門海上輸送オペレーターである。
LPGの内航・外航輸送を手がける他、LPG以外にアスファルト、ケミカル、一般貨物などの輸送も行っている。

## 事業所
- 本社 - 愛媛県松山市三番町4丁目12番地7 三井住友海上松山三番町ビル6F
- 東京支店 - 東京都中央区 (東京都)銀座4丁目10番10号 銀座山王ビル5F

## 沿革
- 1962年 - 「液化瓦斯運輸株式会社」設立。タンクローリーにてLPGの陸上輸送開始。LPGタンカー「いづみ丸」（初代）就航し、LPG海上輸送開始。
- 1964年 - LPGタンカー「第2いづみ丸」（近海区域資格船）就航。沖縄向け輸送開始。
- 1966年 - 陸上部門を明治運輸株式会社として分離。
- 1968年 - 「日本ガスライン株式会社」に社名変更。大阪支店、東京営業所を開設。VCM（液化ビニールモノマー）の韓国向け輸送開始。
- 1969年 - 内航海運業法改正に伴い、内航運送業（1号業者）許可を受ける。
- 1970年 - 「第31いづみ丸」竣工。日本～香港航路を就航し、本格的に外航業務を開始。
- 1972年 - 日本タンカー（現：昭和日タン）と共同出資で日本特殊船株式会社を設立。アスファルトタンカー「第1グリーン丸」就航。
- 1979年 - 外航タンカー「鳳隆丸」が就航し、東南アジア全般に輸送エリアを拡大。
- 1981年 - IMO船「Everdina」（G/T2,999）就航し、ヨーロッパの輸送に進出。
- 1988年 - 国内においてもIMOルールが施行され、業界に先駆けてIMO船「第63いづみ丸」就航。
- 1991年 - 東南アジアのアスファルト輸送船として「New Century」（DW2,131MT）就航。
- 1995年 - 内航LPG輸送の最新鋭船「第7いづみ丸」（G／T999）就航。
- 2002年 - グループのすべての内航船がISMを取得。
- 2007年 - 新造船「第18いづみ丸」（G/T999）を就航。
- 2008年 - 4隻目となる外航アスファルト輸送船「NEW　GRACE」（DWT5,900）就航。
- 2010年 - 日本初の電気推進LPG船「第10いづみ丸」（G/T749）就航[3]。
- 2013年 - DWT12,000貨物船を購入し近海エリアでの貨物船輸送に参入。
- 2014年 - 外航LPG船「Hemisphere」（3500㎥）就航。
- 2018年 - 貨物船事業の拡大を受け、近海不定期船部門を設立。
- 2020年 - 貨物船事業にDWT13,500貨物船2隻を新造投入。
- 2021年 - 川崎汽船・お茶の水女子大学と共にエンジニアリング協会の委託を受け、新エネルギー・産業技術総合開発機構が公募したCO2船舶輸送に関する実証試験に参画[4]。

## 関連会社
- 日本特殊船株式会社（昭和日タンとの共同出資会社[5]）
- 株式会社愛媛CATV
- 中浜海運株式会社
- RBM LIMITED
- Green Energy Shipping,Limited